# Liste der Teilnehmerrekorde der Olympischen Winterspiele
Die Liste der Teilnehmerrekorde der Olympischen Winterspiele beinhaltet Sportler, die im Verlauf der bisher abgehaltenen Olympischen Winterspiele seit 1924 aufgrund ihres Alters oder aufgrund des Zeitraums ihrer aktiven Teilnahme besonders herausragen.

## Altersrekorde
Carl August Kronlund ist der älteste Teilnehmer der Olympischen Winterspiele. Der Curlingspieler gewann für Schweden bei den Winterspielen 1924 in Chamonix die Silbermedaille. Bei dieser Olympiateilnahme war er 58 Jahre und 155 Tage alt. Der älteste Olympiasieger ist Robin Welsh aus Großbritannien mit seiner Goldmedaille im Curling 1924, die er mit 54 Jahren und 102 Tage gewann.
| Altersrekord                | Athlet               | Mannschaft                   | Winterspiele | Wettbewerb                      | Alter             |
| --------------------------- | -------------------- | ---------------------------- | ------------ | ------------------------------- | ----------------- |
| jüngste Teilnehmerin        | Cecilia Colledge     | Großbritannien               | 1932         | Eiskunstlauf (Kür) 8. Platz     | 11 Jahre 073 Tage |
| jüngster Teilnehmer         | Jan Hoffmann         | DDR                          | 1968         | Eiskunstlauf (Kür) 26. Platz    | 12 Jahre 113 Tage |
| älteste Teilnehmerin        | Anne Abernathy       | Amerikanische Jungferninseln | 2006         | Rennrodeln im Training gestürzt | 52 Jahre 307 Tage |
| ältester Teilnehmer         | Carl August Kronlund | Schweden                     | 1924         | Curling                         | 58 Jahre 155 Tage |
| jüngste Medaillengewinnerin | Kim Yoon-mi          | Südkorea                     | 1994         | Shorttrack (Staffel)            | 13 Jahre 083 Tage |
| jüngster Medaillengewinner  | Scott Allen          | Vereinigte Staaten           | 1964         | Eiskunstlauf (Kür)              | 14 Jahre 363 Tage |
| älteste Medaillengewinnerin | Cheryl Noble         | Kanada                       | 2002         | Curling                         | 45 Jahre 148 Tage |
| ältester Medaillengewinner  | Carl August Kronlund | Schweden                     | 1924         | Curling                         | 58 Jahre 155 Tage |
| jüngste Olympiasiegerin     | Kim Yoon-mi          | Südkorea                     | 1994         | Shorttrack (Staffel)            | 13 Jahre 083 Tage |
| jüngster Olympiasieger      | Toni Nieminen        | Finnland                     | 1992         | Skispringen (Großschanze)       | 16 Jahre 259 Tage |
| älteste Olympiasiegerin     | Raissa Smetanina     | Vereintes Team               | 1992         | Skilanglauf (Staffel)           | 39 Jahre 354 Tage |
| ältester Olympiasieger      | Robin Welsh          | Großbritannien               | 1924         | Curling                         | 54 Jahre 102 Tage |

## Häufigste Teilnahmen
Der Eisschnellläuferin Claudia Pechstein und dem Skispringer Noriaki Kasai gelangen bislang als einzigen Sportlern acht Teilnahmen an Olympischen Winterspielen, weiteren gelangen sieben Teilnahmen. Bei Claudia Pechstein verteilen sich diese Teilnahmen auf 30 Jahre, bei Noriaki Kasai auf 26 Jahre, bei den anderen auf 22 bzw. 24 Jahre.
| Athlet               | Mannschaft  | Teilnahmen | Olympische Spiele          | Sportart       | Gold | Silber | Bronze | Bemerkung                                               |
| -------------------- | ----------- | ---------- | -------------------------- | -------------- | ---- | ------ | ------ | ------------------------------------------------------- |
| Claudia Pechstein    | Deutschland | 8          | 92 94 98 02 06 -- 14 18 22 | Eisschnelllauf | 5    | 2      | 2      | Erfolgreichste dt. Eisschnellläuferin bei Winterspielen |
| Noriaki Kasai        | Japan       | 8          | 92 94 98 02 06 10 14 18    | Skispringen    | 0    | 2      | 1      | 2014, 1994 im Teamwettbewerb, 2014 im Teamwettbewerb    |
| Simon Ammann         | Schweiz     | 7          | 98 02 06 10 14 18 22       | Skispringen    | 4    | 0      | 0      | 2002, 2010 jeweils auf der Normal- und Großschanze      |
| Janne Ahonen         | Finnland    | 7          | 94 98 02 06 10 14 18       | Skispringen    | 0    | 2      | 0      |                                                         |
| Sjarhej Dalidowitsch | Belarus     | 7          | 94 98 02 06 10 14 18       | Skilanglauf    | 0    | 0      | 0      |                                                         |
| Albert Demtschenko   | Russland    | 7          | 92 94 98 02 06 10 14       | Rennrodeln     | 0    | 3      | 0      | 2006, 2014, 1992 für Vereintes Team                     |

Offiziell gelang es bisher weiteren 26 Athleten, an sechs verschiedenen Olympischen Winterspielen teilzunehmen. Zusätzlich in der Tabelle aufgeführt ist die Rennrodlerin Anne Abernathy. Die Sportlerin von den Amerikanischen Jungferninseln konnte bei ihrer letzten Teilnahme in Turin nicht mehr am eigentlichen Wettbewerb teilnehmen, da sie sich im Trainingslauf eine Handverletzung zugezogen hatte. Bei der Eröffnungsfeier trug sie ihre Landesflagge. Die Reihenfolge der Sportlerinnen und Sportler erfolgt auf Basis der Teilnahmejahre und bei gleichen Teilnahmen nach gewonnenen Medaillen absteigend.
Über einen Zeitraum von 30 Jahren nahm Hubertus von Hohenlohe an sechs Olympischen Winterspielen teil. Bei vielen Sportlern ergibt sich wegen des nur zweijährigen Abstandes der Spiele von Albertville und Lillehammer ein Zeitraum von 18 Jahren für sechs Teilnahmen.
| Athlet                  | Mannschaft                   | Teilnahmen | Olympische Spiele          | Sportart              | Gold | Silber | Bronze | Bemerkung                                                                 |
| ----------------------- | ---------------------------- | ---------- | -------------------------- | --------------------- | ---- | ------ | ------ | ------------------------------------------------------------------------- |
| Hannu Manninen          | Finnland                     | 6          | 98 02 06 10 14 18          | Nordische Kombination | 1    | 1      | 1      | 2002 Team, 1998 Team, 2006 Team                                           |
| Alla Zuper              | Belarus                      | 6          | 98 02 06 10 14 18          | Freestyle-Skiing      | 1    | 0      | 0      | 2014 Aerials                                                              |
| Shiva Keshavan          | Indien                       | 6          | 98 02 06 10 14 18          | Rennrodeln            | 0    | 0      | 0      |                                                                           |
| Ole Einar Bjørndalen    | Norwegen                     | 6          | 94 98 02 06 10 14          | Biathlon              | 8    | 4      | 1      | erfolgreichster männlicher Teilnehmer bei Winterspielen                   |
| Armin Zöggeler          | Italien                      | 6          | 94 98 02 06 10 14          | Rennrodeln            | 2    | 1      | 3      | einziger Athlet mit Medaillen bei sechs verschiedenen Olympischen Spielen |
| Mario Stecher           | Österreich                   | 6          | 94 98 02 06 10 14          | Kombination           | 2    | 0      | 2      | 2006, 2010 Team, 2002, 2014 Team                                          |
| Todd Lodwick            | Vereinigte Staaten           | 6          | 94 98 02 06 10 14          | Kombination           | 0    | 1      | 0      | 2010 Team                                                                 |
| Teemu Selänne           | Finnland                     | 6          | 92 -- 98 02 06 10 14       | Eishockey             | 0    | 1      | 2      | 2006, 1998, 2010                                                          |
| Hubertus von Hohenlohe  | Mexiko                       | 6          | 84 88 92 94 -- -- -- 10 14 | Ski Alpin             | 0    | 0      | 0      |                                                                           |
| Andrus Veerpalu         | Estland                      | 6          | 92 94 98 02 06 10          | Langlauf              | 2    | 1      | 0      | jeweils 2002 und 2006 über 15 km                                          |
| Ilmārs Bricis           | Lettland                     | 6          | 92 94 98 02 06 10          | Biathlon              | 0    | 0      | 0      |                                                                           |
| Marco Büchel            | Liechtenstein                | 6          | 92 94 98 02 06 10          | Ski Alpin             | 0    | 0      | 0      | Fahnenträger bei der Eröffnungsfeier 2002                                 |
| Georg Hackl             | / Deutschland                | 6          | 88 92 94 98 02 06          | Rennrodeln            | 3    | 2      | 0      |                                                                           |
| Sergei Tschepikow       | Russland                     | 6          | 88 92 94 98 02 06          | Biathlon              | 2    | 3      | 1      | 1988 für Sowjetunion, 1992 für Vereintes Team                             |
| Gerda Weißensteiner     | Italien                      | 6          | 88 92 94 98 02 06          | Bobsport              | 1    | 0      | 1      | 1994 im Rennrodeln                                                        |
| Wilfried Huber          | Italien                      | 6          | 88 92 94 98 02 06          | Rennrodeln            | 1    | 0      | 0      | im Doppelsitzer 1994                                                      |
| Anne Abernathy          | Amerikanische Jungferninseln | 6          | 88 92 94 98 02 06 1        | Rennrodeln            | 0    | 0      | 0      | 2006 nicht am Wettbewerb teilgenommen                                     |
| Emese Hunyady           | Österreich                   | 6          | 84 88 92 94 98 02          | Eisschnelllauf        | 1    | 1      | 1      | startete 1984 für Ungarn                                                  |
| Markus Prock            | Österreich                   | 6          | 84 88 92 94 98 02          | Rennrodeln            | 0    | 2      | 1      | 1992 und 1994                                                             |
| Raimo Helminen          | Finnland                     | 6          | 84 88 92 94 98 02          | Eishockey             | 0    | 1      | 2      | 1988 in Calgary                                                           |
| Michael Dixon           | Vereinigtes Königreich       | 6          | 84 88 92 94 98 02          | Biathlon              | 0    | 0      | 0      | 1984 im Langlauf gestartet                                                |
| Harri Kirvesniemi       | Finnland                     | 6          | 80 84 88 92 94 98          | Langlauf              | 0    | 0      | 6      | einzige Einzelmedaille 1984 über 15 km                                    |
| Jochen Behle            | / Deutschland                | 6          | 80 84 88 92 94 98          | Langlauf              | 0    | 0      | 0      | Fahnenträger bei der Eröffnungsfeier 1998                                 |
| Marja-Liisa Kirvesniemi | Finnland                     | 6          | 76 80 84 88 92 94          | Langlauf              | 3    | 0      | 4      | älteste Medaillengewinnerin 1994                                          |
| Alfred Eder             | Österreich                   | 6          | 76 80 84 88 92 94          | Biathlon              | 0    | 0      | 0      | Vater des Biathleten Simon Eder                                           |
| Colin Victor Coates     | Australien                   | 6          | 68 72 76 80 84 88          | Eisschnelllauf        | 0    | 0      | 0      | Fahnenträger bei der Eröffnungsfeier 1984                                 |
| Carl-Erik Eriksson      | Schweden                     | 6          | 64 68 72 76 80 84          | Bobsport              | 0    | 0      | 0      | erster Sportler mit sechs Teilnahmen                                      |

 1Konnte auf Grund eines Sturzes beim Abschlusstraining nicht mehr am eigentlichen Wettbewerb teilnehmen.

Durch den kriegsbedingten Ausfall der Spiele 1940 und 1944 gelang es den sieben folgenden Athleten trotz weniger Teilnahmen ebenfalls über einen Zeitraum von 20 Jahren an Olympischen Winterspielen teilzunehmen.
| Athlet             | Mannschaft         | Olympische Spiele | Sportart       | Gold | Silber | Bronze | Bemerkung                                   |
| ------------------ | ------------------ | ----------------- | -------------- | ---- | ------ | ------ | ------------------------------------------- |
| James Brickford    | Vereinigte Staaten | 36 -- -- 48 52 56 | Bobsport       | 0    | 0      | 1      | 1948 im Viererbob                           |
| Josef Bradl        | Österreich         | 36 -- -- 48 52 56 | Skispringen    | 0    | 0      | 0      |                                             |
| Frank Stack        | Kanada             | 32 36 -- -- 48 52 | Eisschnelllauf | 0    | 0      | 1      | 1932 über 10.000 m                          |
| Stanisław Marusarz | Polen              | 32 36 -- -- 48 52 | Skispringen    | 0    | 0      | 0      | auch Langlauf und Kombination               |
| Jack Heaton        | Vereinigte Staaten | 28 32 36 -- -- 48 | Skeleton       | 0    | 2      | 1      | 1928 und 1948 im Skeleton, im Bobsport 1932 |
| Max Houben         | Belgien            | 28 32 36 -- -- 48 | Bobsport       | 0    | 1      | 0      | 1948 im Viererbob                           |
| Richard Torriani   | Schweiz            | 28 32 36 -- -- 48 | Eishockey      | 0    | 0      | 2      |                                             |

- Für Griechenland nahm Athanasios Tsakiris 1988 im Langlauf sowie 1992, 1994 und 1998 im Biathlon teil. Im Alter von 45 Jahren war er 2010 im Biathlon bei seinen fünften Spielen.
- Der Eishockeyspieler Chris Chelios nahm 1984, 1998, 2002 und 2006 über einen Zeitraum von 22 Jahren an insgesamt vier Spielen teil. 2002 gewann er im Team der USA die Silbermedaille.
- Mit den Teilnahmen 1988, 1992, 2002 und 2010 erreichte der Rennrodler Rubén Gonzáles ebenfalls vier Teilnahmen für Argentinien in 22 Jahren.

## Weitere Rekorde
Bislang gelang es zwei Sportlerinnen bei Winterspielen Olympiasieger in zwei Sportarten zu werden:
- Zuerst gelang dies der Russin Anfissa Reszowa, die im Langlauf (Calgary 1988, 4 × 5-km-Staffel) und im Biathlon (Albertville 1992, 20 km und Lillehammer 1994, 4 × 7,5-km-Staffel) insgesamt drei Goldmedaillen gewann.
- Als erstes bei denselben Spielen und als erstes in Einzeldisziplinen gelang dies der Tschechin Ester Ledecká bei den Spielen in Pyeongchang 2018 mit Siegen im Ski Alpin (Super-G) und Snowboard (Parallel-Riesenslalom).

Acht Athleten konnten bislang Medaillen sowohl bei Olympischen Sommer- als auch Winterspielen gewinnen. Siehe auch: Liste der Athleten mit olympischen Medaillen in Sommer- und Winterspielen